# El Temporal Tres
El Temporal Tres är en ort i Mexiko.   Den ligger i kommunen Hopelchén och delstaten Campeche, i den östra delen av landet, 1 000 km öster om huvudstaden Mexico City. El Temporal Tres ligger 110 meter över havet och antalet invånare är 140.
Terrängen runt El Temporal Tres är platt. Runt El Temporal Tres är det mycket glesbefolkat, med 2 invånare per kvadratkilometer. Närmaste större samhälle är Dzibalchen, 13,6 km söder om El Temporal Tres. I omgivningarna runt El Temporal Tres växer i huvudsak lövfällande lövskog.